# Alba de Céspedes y Bertini
Alba de Céspedes y Bertini (Roma, Italia, 11 de marzo de 1911-París, Francia, 14 de noviembre de 1997) fue una escritora cubanoitaliana.

## Familia
Alba de Céspedes fue hija de Carlos Manuel de Céspedes y Quesada (un embajador cubano en Italia) y su mujer, la italiana Laura Bertini y Alessandri. Su abuelo fue Carlos Manuel de Céspedes, quien fuera padre de la patria de Cuba y una de las grandes figuras en la Guerra de los Diez Años; asimismo, fue prima de Pedro Figueredo, el autor del himno nacional cubano. Estuvo casada con Francesco Bounous, perteneciente al servicio extranjero italiano.

## Su trabajo
Alba de Céspedes trabajó como periodista en la década de 1930 para Piccolo, Epoca, y La Stampa. En 1935, escribió su primera novela, L'anima degli altri. En su escritura, Alba llena a sus personajes femeninos de subjetividad. En su obra aparece de modo recurrente una serie de mujeres que juzgan lo correcto o incorrecto de sus acciones. En 1935 fue detenida por sus actividades antifascistas en Italia. Dos de sus novelas fueron, también, prohibidas (Nessuno torna indietro (1938) y La fuga (1940). En 1942 su figura literaria fue comentada ampliamente en la revista Vértice por el escritor Ernesto Giménez Caballero, que la visitó en Italia. En 1943, la detuvieron de nuevo por asistir a Radio Partigiana, en Bari, donde representaba a un personaje de la Resistencia conocido como Clorinda. De junio de 1952 a fines de 1958 escribió una columna de preguntas y respuestas, llamada Dalla parte di lei (Por su lado), en la revista Época. Su escritura de ficción estaba muy influida por los desarrollos culturales que resultaron de la Segunda Guerra Mundial. Escribió el guion cinematográfico para la película Le Amiche, dirigida por Michelangelo Antonioni en 1955.
Después de la guerra, Alba de Céspedes se fue a vivir a París. A pesar de que sus libros llegaron a ser éxitos de ventas, ha sido ignorada en los estudios recientes sobre escritoras italianas.

## Obras selectas
- L'anima degli altri (1935)
- Prigionie (1936)
- Io, suo padre (1936)
- Concierto (1937)
- Nessuno torna indietro  (1938). En castellano, Nadie vuelve atrás (1940), Luis Miracle editor, traducción de Santiago Nadal.
- La fuga (1940). En castellano, Fuga (1944), Ed. Apolo., traducción de María Luz Morales.
- Il libro del forestiero (1946)
- Dalla parte di lei  (1949). En castellano, El mejor de los esposos (1952), José Janés, (no consta el traductor)
- Quaderno proibito (1952). En castellano, Cuaderno prohibido, (1958), Plaza y Janés,  traducción de Rosa Salleras de Naveira; El cuaderno prohibido (2017), Editorial Contraseña, 978-84-945478-4-3, traducción de Pepa Linares.
- Gli affetti di famiglia (1952)
- Tra donne de suela (1955)
- Invito un pranzo (1955). En castellano, Invitación a cenar, (1962), ediciones G. P. (no consta el traductor)
- Prima e dopo (1956). En castellano, Antes y después, (1966), Plaza y Janés, 978-84-01-90501-8, traducción de Mercedes A. Carrera.
- Il rimorso (1967). En castellano, Remordimiento (1967), Plaza y Janés, traducción de Ángel Hidalgo.
- La bambalona (1967). En castellano, La muñeca (1969), Plaza y Janés, 978-84-01-43312-2, traducción de Juan Moreno.
- Chansons des filles de mai (1968)
- Sans autre lieu que la nuit (1973)
- Nel buio della notte (1976). En castellano, En la oscuridad de la noche (1980), Plaza y Janés, 978-84-01-30296-1, traducción de Juan Moreno.

## Visita a Cuba
Alba de Céspedes asistió a la celebración por el centenario del inicio de las luchas por la independencia de Cuba en octubre de 1968. Uno de los acontecimientos, al que asistió Fidel Castro, se festejó en La Demajagua, Cuba, antiguo ingenio donde su abuelo, Carlos Manuel de Céspedes, inició la lucha por la independencia de Cuba y dio la libertad a sus esclavos, lo que dio inicio a la Guerra de los Diez Años. En aquel viaje, Alba de Céspedes entregó al Archivo Nacional de Cuba cartas que su abuelo había escrito a su mujer entre 1871 y 1874.